# RPG-2
O RPG-2 (em russo:  РПГ-2, Ручной противотанковый гранатомёт, transl. Ruchnoy Protivotankovy Granatomyot; "lança-granadas antitanque portátil") é uma arma antitanque portátil projetada na União Soviética. Foi a primeira arma antitanque bem-sucedida desse tipo, sendo sucessora do anterior e malsucedido lança-granadas-foguete RPG-1.
O RPG-2 oferecia melhor alcance e penetração de blindagem, tornando-o útil contra tanques do final e do pós-Segunda Guerra Mundial, em contraste com o RPG-1, que tinha utilidade apenas marginal. O projeto básico e o layout foram posteriormente aprimorados para produzir o onipresente RPG-7.

## Projeto
O lança-granadas antitanque RPG-2 é um tubo de aço simples de 40 milímetros no qual a granada PG-2 é encaixada. A cauda da granada é inserida no lançador. O diâmetro da ogiva PG-2 é de 80 mm. A seção central do tubo possui uma fina cobertura de madeira para proteger o atirador do calor gerado pelo lançamento da granada. A cobertura de madeira também facilita o uso da arma em condições de frio extremo.
O comprimento total da arma, com a granada instalada, é de 120 centímetros e pesa 4,48 quilos. Para mirar, utiliza-se apenas uma mira de ferro simples.
Apenas um tipo de granada, a PG-2 antitanque de alto explosivo (HEAT), era usada no RPG-2. O propelente, composto de pólvora granulada, está acondicionado em uma caixa de papelão enrolada e tratada com cera, que precisa ser fixada à granada antes do carregamento. Uma vez fixada à carga propelente, a granada é inserida no lançador de alma lisa pela frente. Uma aba no corpo da granada encaixa-se em um entalhe cortado no tubo, de modo que a espoleta da carga propulsora se alinhe com o mecanismo do percussor e do cão.
Para disparar o RPG-2, o granadeiro engatilha um cão externo com o polegar, mira e puxa o gatilho para disparar. Após o lançamento, seis aletas estabilizadoras se desdobram da granada.

## Variantes
- RPG-2N – Introduzido pela primeira vez em 1957, equipado com uma mira noturna NSP-2, conectado a um pacote de bateria via cabo.[5]
- B40 – Clone norte-vietnamita do RPG-2.[6] A proteção traseira do cano é 50 mm mais curta que a do RPG-2/Tipo 56.[5]
- B50 – Versão ampliada do B40.[6]
- Tipo 56 – Clone chinês do RPG-2.[7]
- P-27 – Versão checa do RPG-2.[6]
- Clones do RPG-2 feitos pela Frente Moro de Libertação Islâmica.[8]
- M57 – Clone iugoslavo. Mais pesado que o RPG-2 padrão e utiliza munição diferente. Equipado com bipé e mira óptica. Utiliza areia no sistema propulsor para adicionar massa.[9][10]

## Operadores

### Operadores atuais
- Coreia do Norte − Produzido localmente de 1958 a 1959[5]
- Somália[11]
  -  Somalilândia
- Síria[12]
- Tailândia[13] − Usado em pequenos números, principalmente pela Thahan Phran

### Operadores antigos
- Albânia − Tipo 56
- Angola
- Biafra − Usou Tipo 56 em pequenas quantidades[14]
- Bulgária[9]
- Camboja[15]
- China − Adotado e produzido pelo Exército de Libertação Popular como o Tipo 56;[5] substituído pelo mais novo Tipo 69[5]
- Tchecoslováquia − P-27[6]
- Alemanha Oriental[5]
- Egito − 60 lançadores e 3.600 projéteis fornecidos pela Alemanha Oriental entre 1967 e 1968
- Geórgia[13]
- Granada[9]
- Guiné
- Hungria[16]
- Indonésia − M57[1]
- Iraque − Tipo 56
- Laos[13]
- Lesoto[17]
- Líbia[13]
- Mali
- Mongólia[13]
- Moçambique − Os Tipo 56 foram fornecidos pela China durante a Guerra da Independência de Moçambique[18]
- Myanmar − Supostamente utilizou RPG-2 fornecidos secretamente por Israel através de um canal de Singapura, provenientes de guerrilhas pró-palestinas[19]
- Macedônia do Norte[13]
- Polónia − Encomendou 2.600 P-27 da Tchecoslováquia entre 1952 e 1955.[20] Também usou RPG-2[9]
- Portugal − Várias unidades capturadas das guerrilhas angolanas, guineenses e moçambicanas, utilizadas principalmente pelos paraquedistas, comandos e outras forças especiais portuguesas[18]
- Roménia[9]
- Rodésia[21]
- União Soviética[22]
- Ucrânia − Várias unidades em armazenamento em 2008[23]
- Estados Unidos − Usado pelas equipes de reconhecimento do MACV-SOG[24]
- Vietname[25] − Designado como B-40 no serviço vietnamita
- Iugoslávia − Adotado e produzido como M57[9][26][10]
- Zaire − M57 usado por mercenários sérvios da Legião Branca[27]
- Zimbabwe[28]

### Operadores não estatais
- Abu Sayyaf − Usou RPG-2/B40[29]
- Forças Democráticas pela Libertação de Ruanda[3]
- Frente Farabundo Martí de Libertação Nacional[5]
- Frente Moro de Libertação Islâmica − Clones do RPG-2[30][31]
- Frente Moro de Libertação Nacional[32]
- Frente de Libertação de Moçambique[18]
- Novo Exército Popular
- Talibã[5]
- Exército de Libertação Nacional Ta'ang
- Viet Cong[7]
- Exército Nacional da Aliança Democrática
- Exército pela Independência Kachin
- Exército Unido do Estado Wa